# Cupidopsis jobates
Cupidopsis jobates is een vlinder uit de familie van de Lycaenidae. De wetenschappelijke naam van de soort is voor het eerst geldig gepubliceerd in 1855 door Hopffer.